# راندي سكوت سانتانا
راندي سكوت سانتانا (بالإسبانية: Randy Scott Santana)‏ (1983 في المكسيك - ) هو لاعب كرة قدم مكسيكي في مركز الدفاع. لعب مع نادي تيكوس.

## وصلات خارجية
- راندي سكوت سانتانا على موقع قاعدة بيانات كرة القدم.إي يو (الإنجليزية)